# Índices Dow Jones de sostenibilidad

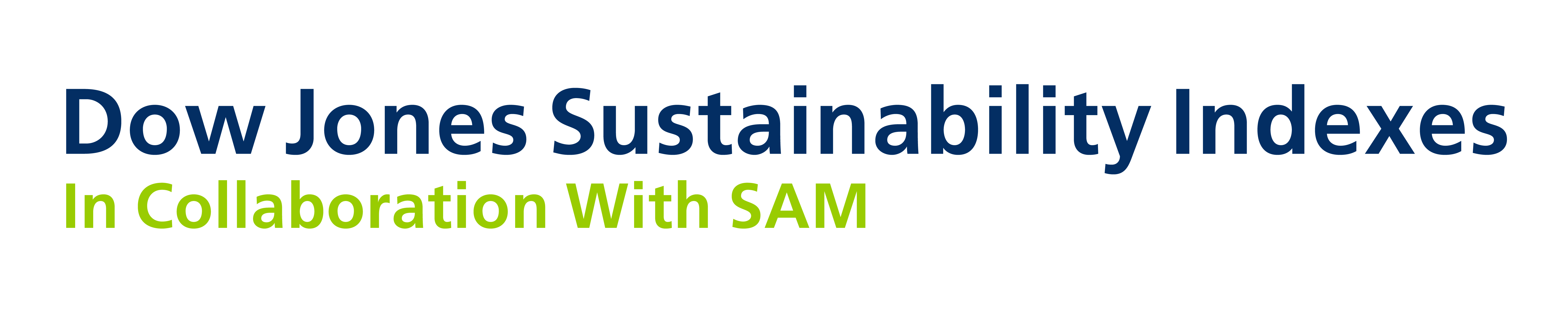
Logo de los índices de sostenibilidad del Dow Jones

Los índices Dow Jones de sostenibilidad (DJSI por sus siglas en inglés), lanzados en 1999, son una familia de índices que evalúan la sostenibilidad de miles de las compañías cotizadas en las principales bolsas mundiales. Son calculados y publicados por una asociación estratégica entre los Índices Dow Jones de S&P (la agencia de valoración Standard & Poor's) y RobecoSAM (Robeco es una gestora de activos, y SAM son las siglas en inglés de gestión sostenible de activos). Los DJSI son la comparativa mundial de sostenibilidad que más tiempo lleva funcionando, y se han convertido en la referencia clave para inversiones sostenibles. En 2012 se formó la empresa S&P Dow Jones Indices por la fusión de S&P Indices y Dow Jones Indices (en inglés el plural, irregular, de index es indices, sin tilde en la primera i). No es que se fusionaran 2 índices, como si se mezclaran los índices de 2 libros diferentes. Lo que ocurre es que la firma de valoración constituye una empresa para llevar un índice determinado, y esa empresa recibe el mismo nombre que el índice que publica. Las que se fusionan son estas empresas. 
Los DJSI se basan en el análisis del desempeño económico, medioambiental y social de cada empresa indexada. Evalúan aspectos como la gobernanza corporativa, la gestión de riesgos, la gestión de la marca, las actividades de mitigación del cambio climático, los estándares de la cadena del suministro y las prácticas laborales. La tendencia es rechazar compañías que no operan de una manera sostenible y moral. Los DJSI incluyen criterios de sostenibilidad generales, y también específicos para cada una de las 60 industrias (petrolera, siderúrgica, papelera, química...) definidas por la Comparativa de clasificación industrial (ICB por sus siglas en inglés).
La familia de los DJSI contiene un índice mundial principal (DJSI World), y varios índices basados en regiones geográficas como: Europa, nórdico, América del Norte y Asia-Pacífico. Entre los DJSI también se encuentran índices concretos para cada industria llamados, en inglés, blue chip indexes, (blue chip es un término bursátil que designa a empresas especialmente fiables, no necesariamente ligadas al negocio de los microprocesadores —chips). Además, la metodología de los DJSI facilita el diseño, desarrollo y entrega de índices de sostenibilidad personalizados; p. ej., que cubran diferentes regiones, que cubran distintos segmentos de las compañías líderes en sostenibilidad, que cumplan criterios adicionales de exclusión, o denominados en divisas distintas del dólar estadounidense.
Para ser incorporada a los DJSI, una empresa es evaluada y seleccionada según los planes a largo plazo que tenga para gestionar económica, social y medioambientalmente sus activos. Los criterios de selección evolucionan cada año, y las compañías deben seguir mejorando sus planes de sostenibilidad a largo plazo para permanecer en estos índices. Los DJSI se actualizan anualmente y las compañías son monitorizadas durante el año.

## Historia
- 1999: se lanzan los DJSI en septiembre. Son una colaboración entre RobecoSAM y el índice bursátil Dow Jones. RobecoSAM es una compañía de inversión global centrada exclusivamente en la inversión en sostenibilidad.[7] Los índices se crean para seguir el éxito financiero de las compañías líderes en sostenibilidad. Se incluye en ellos el 10 % superior de las 2 500 compañías del Dow Jones que mejor puntuaron en sostenibilidad.
- 2001: los DJSI se amplían para incluir a STOXX Ltd., otra compañía de indexación. Se introduce y comercializa el Índice de sostenibilidad Dow Jones STOXX orientado hacia los líderes en sostenibilidad de Europa.[8]
- 2005: se crea el Índice de sostenibilidad Dow Jones de América del Norte.
- 2006: Dow Jones Indices y RobecoSAM lanzan el Índice Dow Jones de sostenibilidad del mercado islámico, que combina los islámico invirtiendo principios con los criterios de sostenibilidad del DJSI.
- 2009: se lanzan el Índice de sostenibilidad Dow Jones de Asia̠-Pacífico y el Índice de sostenibilidad Dow Jones de Corea.[9]
- 2010: SAM y Dow Jones Indices rescinden su colaboración con STOXX. «Dow Jones Indices será responsables del cálculo, mercadotecnia y distribución de los índices, incluidos los europeos, mientras que SAM seguirá encargándose de seleccionar los componentes de estos índices»
- 2010: SAM y Dow Jones Indices lanzan el Índice nórdico Dow Jones de sostenibilidad.[10]
- 2010, en agosto, se lanza el Dow Jones Sustainability Europe Index (DJSI Europe), el índice europeo.[11]
- 2012: S&P Indices y Dow Jones Indices se fusionan para formar S&P Dow Jones Indices.[4]

## Índices
Los DJSI están denominados tanto en dólares estadounidenses como en euros y se calculan con la fórmula de Laspeyres. Todos los índices que no son subconjuntos incluyen compañías que generan ingresos a partir de alcohol, tabaco, juego, armamentos, armas cortas y pornografía. Los componentes de cada índice se basan en la capitalización del mercado. La mayoría de los índices principales se revisan trimestralmente, excluyendo al índice mundial (DJSI World). Continuamente se desarrollan y entregan índices personalizados para abarcar regiones diferentes o secciones individualizadas de compañías, para añadir las exclusiones que se necesiten, o para cambiar las monedas en las que se denominan.
Los DJSI se dividen en varias comparativas, como el mundo, Europa, América del Norte, Asia-Pacífico, el nórdico o los índices coreanos.

### DJSI World
El DJSI World (Índice Dow Jones mundial de sostenibilidad) fue el primero que se publicó, en septiembre de 1999. Se basa en las 2 500 mayores compañías del Índice Dow Jones bursátil mundial (DJGTSMI por sus siglas en inglés, de las que la S no es aquí de sostenibilidad, sino de Stock). El DJSI World cubre el 10 % superior de estas compañías en términos económicos, medioambientales y de criterios sociales, lo que da aproximadamente 300 empresas. El DJSI World tiene 2 subíndices, el DJSI World 80 y el DJSI World ex US 80. El primero sigue la sostenibilidad de las 80 mayores firmas mundiales, y el segundo, de las 80 mayores excluidas las estadounidenses. Ambos subíndices empezaron a publicarse en agosto de 2008. Tanto el DJSI World como sus subíndices se revisan anualmente.

### DJSI Europa y DJSI eurozona
El DJSI Europe (Índice Dow Jones europeo de sostenibilidad) cubre el 20 % superior de las 600 mayores compañías europeas del DJGTSMI en términos de sostenibilidad. De él derivan 3 subíndices más específicos geográficamente. El principal de los 3 es DJSI Eurozone (Índice Dow Jones de sostenibilidad de la eurozona), que sigue el rendimiento financiero de los líderes en sostenibilidad de esta área más concreta. El DJSI Europe y el DJSI Eurozone se lanzaron en agosto de 2010. A partir de las 40 mayores empresas de cada uno se calculan el DJSI Europe 40 y el DJSI Eurozone 40, que solo se revisan anualmente, mientras que sus índices "padres" se revisan trimestralmente.

### DJSI Norteamérica y DJSI estadounidense
El DJSI North America (Índice Dow Jones norteamericano de sostenibilidad) tiene un diseño similar al del DJSI Europe y también recoge el 20 % superior de las 600 mayores compañías, en este caso de América del Norte (aunque a menudo "norteamericano" se emplea como sinónimo de "estadounidense", aquí el término tiene su significado geográfico originario, e incluye también a Canadá y México). Se lanzó en septiembre de 2005, junto con el DJSI United States. Al igual que en los casos anteriores se calculan los subíndices DJSI North America 40 y DJSI United States 40, que se empezaron a publicar en agosto de 2008.

### DJSI Asia Pacific
El DJSI Asia Pacific (Índice Dow Jones de sostenibilidad de Asia y Oceanía) se lanzó en enero de 2009, al mismo tiempo que su único subíndice, el DJSI Asia Pacific 40. En 2009, el DJSI Asia Pacific incluía 122 compañías, el 20 % de las 600 mayores empresas de los mercados desarrollados de Asia y Oceanía que se encuentran en el Índice Dow Jones bursátil mundial (DJGTSMI por sus siglas en inglés).

### DJSI Korea
El DJSI Korea (Índice Dow Jones surcoreano de sostenibilidad) contiene el 30 % más sostenible de las 200 mayores compañías coreanas. Se lanzó en octubre de 2009, junto a su subíndice DJSI Korea 20. En esa fecha, incluía 41 empresas. Como en casos anteriores, se revisa trimestralmente, mientras que su subíndice se revisa anualmente.

## Valoración
Se utiliza un conjunto definido de criterios para evaluar las oportunidades económicas, sociales y medioambientales de las compañías incluidas en los diversos DJSI. La selección de las empresas se basa en la valoración de sostenibilidad corporativa que realiza RobecoSAM. La información proviene del cuestionario anual RobecoSAM, de la documentación de la compañía, de los medios de comunicación, de un análisis de actores (un examen de cobertura de las actividades de la empresa por los medios de comunicación, comentarios de los actores y otras fuentes públicamente disponibles proporcionadas por RepRisk ESG Business Intelligence), y del contacto personal con la compañía. 
Los líderes industriales de la Valoración de RobecoSAM sobre sostenibilidad corporativa son escogidos para los DJSI.
Una vez que una empresa entra en alguno de los DJSI, es controlada diariamente en cualquier aspecto crítico que surja, lo cual puede llevar a excluirla del índice. Ejemplos de acontecimientos que condujeron a la exclusión de compañías: prácticas comerciales indebidas, abusos de derechos humanos, despidos de trabajadores, conflictos laborales o desastres. Este control se mantiene con RepRisk, una empresa de investigación mundial proveedora de datos de riesgos medioambientales, sociales y de gobernanza (ESG por sus siglas en inglés). 
Para identificar estos riesgos, RepRisk sigue los medios de comunicación, los grupos de actores y otras fuentes públicamente disponibles. La información reunida se analiza y cuantifica entonces sistemáticamente. Ante un acontecimiento crítico, RobecoSAM analiza el alcance de la situación. Si es lo bastante grande, el acontecimiento sufrirá análisis suplementarios sobre su severidad, su cobertura en los medios de comunicación y la gestión de su crisis. A partir de ahí los analistas de RobecoSAM deciden si excluir a la empresa de los DJSI donde se encuentre. La consultora Deloitte completa un informe de garantía para asegurar la validez de la información de la empresa.
A comienzos de 2009, un estudio de expertos independientes encargado por la Iniciativa de Naciones Unidas para un programa de finanzas medioambientales (UNEP FI por sus siglas en inglés) y presentado en el Foro Económico Mundial en Davos, destacó el procedimiento de valoración descrito como «el más riguroso en términos de número de preguntas y del detalle de la información solicitada».
En 2009, RobecoSAM llevó a cabo su 11.ª valoración anual de sostenibilidad corporativa consecutiva, evaluando a más de 1 200 compañías, un aumento del 8 % respecto al año anterior. 
Cuando empezaron a publicarse los índices Dow Jones de sostenibilidad (DJSI por sus siglas en inglés), los criterios de valoración de RobecoSAM se centraban en el cumplimiento normativo (compliance). Esto ha evolucionado para abrazar la sostenibilidad corporativa como ventaja competitiva clave, teniendo en cuenta 9 criterios concretos además de los criterios para la industria (siderúrgica, papelera, etc.) a la que pertenece la empresa analizada. La tabla inferior recoge los criterios y ponderaciones que utiliza RobecoSAM para evaluar la puntuación global de una compañía.
| Criterios                                                                             | Ponderaciones                                              |
| ------------------------------------------------------------------------------------- | ---------------------------------------------------------- |
| - Dimensión económica: 33 % - Dimensión medioambiental: 33 % - Dimensión social: 33 % | - Criterios industriales: 57 % - Criterios generales: 43 % |

Estas ponderaciones son aproximaciones, y las ponderaciones reales pueden diferir entre industrias. Un desglose de estas dimensiones puede verse en las siguientes tablas.
| Dimensión económica                                                   | Ponderaciones en porcentaje |
| --------------------------------------------------------------------- | --------------------------- |
| Gobernanza corporativa                                                | 6,0                         |
| Gestión de riesgos y de crisis                                        | 6,0                         |
| Códigos de conformidad/de conducta/anticorrupción y contra el soborno | 6,0                         |
| Criterios industriales específicos                                    | Depende de la industria     |

| Dimensión medioambiental           | Ponderaciones en porcentajes |
| ---------------------------------- | ---------------------------- |
| Medioambiental informando          | 3,0                          |
| Criterios industriales específicos | Depende de la industria      |

| Dimensión social                                                                       | Ponderaciones en porcentajes |
| -------------------------------------------------------------------------------------- | ---------------------------- |
| Desarrollo del capital humano                                                          | 5,5                          |
| Atracción y retención de talento                                                       | 5,5                          |
| Indicadores de prácticas laborales (por ejemplo, no obstaculización de los sindicatos) | 5,0                          |
| Ciudadanía corporativa / filantropía                                                   | 3,0                          |
| Informes sociales                                                                      | 3,0                          |
| Criterios industriales específicos                                                     | Depende de la industria      |

Número de compañías invitadas en 2010:
- Número total de compañías invitadas = 2 617
- Universo de DJSI World = 2 500

(universo estadísticoː conjunto de elementos en los cuales se consideran una o más características que se someten a estudio estadístico)
- Universo de DJSI Europe = 600
- Universo de DJSI North America = 600
- Universo de DJSI Asia Pacific = 600
- Universo de DJSI Korea = 200
- Compañías analizadas mundialmente = 1 393
- Compañías que completaron el cuestionario = 698
- Compañías analizadas basándose exclusivamente en información pública = 695

Algunos de los criterios de valoración han variado ligeramente año tras año para reflejar la creciente información sobre determinados asuntos, como la gestión de riesgos hídricos, la gestión de la marca, la ciudadanía corporativa (otra forma de denominar la responsabilidad social corporativa) o la gestión de riesgos y crisis.
Como deja claro la siguiente tabla, desde 1999 la valoración de sostenibilidad corporativa de RobecoSAM ha aumentado en número de compañías evaluadas, número de sectores, número de preguntas que se les plantean a las compañías, puntuación media de sostenibilidad, y ponderación de criterios sectoriales específicos en porcentaje de las ponderaciones totales.
|                                                                | 1999 | 2009  |
| -------------------------------------------------------------- | ---- | ----- |
| Número de evaluó compañías                                     | 468  | 1 237 |
| Número de sectores                                             | 68   | 58    |
| Número de cuestiones a compañías                               | 50   | 100   |
| Puntuación media de sostenibilidad (con un máximo de 100)      | 27   | 48    |
| Peso de criterios sectoriales específicos (en % de peso total) | 30   | 57    |

En los cuestionarios más recientes se incluyen variables empresariales intangibles más difíciles de medir como innovación o Gestión de Relaciones con el Cliente. Las preguntas se dirigen tanto a riesgos a corto plazo y oportunidades como a la creación de valor sostenible a largo plazo. La intensidad de los criterios específicos para cada industria ha aumentado continuamente. En 1999, la información específica para cada industria solo suponía el 30 % de la puntuación global, mientras que ahora roza el 60 %.
Partiendo de estos cuestionarios, se puede otorgar a cada compañía una de las clasificaciones siguientes o una combinación de ellas:
- Líder del sector: la compañía más preparada para aprovechar las oportunidades y gestionar correctamente los riesgos que derivan de desarrollos económicos, medioambientales y sociales. Es la compañía con mayor puntuación del sector.[14]
- Impulsor (mover) del sector: la compañía que consiguió la mayor mejora proporcional en su desempeño de sostenibilidad respecto al año anterior.
- Clase oro: para entrar en esta clase, el líder del sector debe lograr una puntuación total mínima del 75 %. También se incluye en la clase oro a las compañías del grupo cuya puntuación total difiera menos del 5 % de la del líder. Si difiere entre el 5 y el 10 %, van a la clase plata, y si difiere entre el 10 y el 15 %, a la clase bronce.
- Clase plata: para entrar en esta clase, el líder del sector debe lograr una puntuación total entre el 70 y el 75 %. También se incluye en la clase plata a las compañías del grupo cuya puntuación total difiera entre el 5 y el 10 % de la del líder. Si difiere entre el 10 y el 15 %, van a la clase bronce
- Clase bronce: para entrar en esta clase, el líder del sector debe lograr una puntuación total entre el 65 y el 70 %. También se incluye en la clase bronce a las compañías del grupo cuya puntuación total difiera entre el 10 y el 15 % de la del líder..

## Revisiones
La revisión de los DJSI hecha en noviembre de 2010 recopila: hechos claves (destacando noticias recientes y el crecimiento en gestión de activos), la valoración de 2010, ajustes al índice de sostenibilidad de 2010 y los DSJI de Europa, Asia y Oceanía, Norteamérica y Corea.
Cada índice en la revisión incluye un rango, el Índice Dow Jones bursátil mundial, una selección de compañías (porcentaje de compañías por sector, porcentaje de capitalización del mercado), el número de las compañías añadidas y quitadas de ese índice revisado, y una selección de componentes (basados en la industria particular a la que pertenece cada compañía). Los cambios entraron en vigor el 17 de diciembre de 2010.

## Críticas
RobecoSAM emplea 4 fuentes de información para evaluar la sostenibilidad empresarial: 
- el cuestionario de compañía (denominado "valoración de la sostenibilidad empresarial");
- la documentación de la compañía;
- medios de comunicación y análisis de actores; y
- contacto con compañías.[15][16]

| Fuente de información                        | Quién la proporciona              | Tipo de documentos |
| -------------------------------------------- | --------------------------------- | --- |
| Cuestionario de compañía                     | Compañías                         | RobecoSAM distribuye a cada compañía un cuestionario específico para su sector. Las compañías completan y firman estos cuestionarios. Los analistas de RobecoSAM validan las respuestas, que son posteriormente verificadas por la auditora PricewaterhouseCoopers.                                            |
| Documentación de compañía                    | Compañías                         | Los documentos solicitados a las compañías incluyen informes de sostenibilidad, medioambientales, de salud y seguridad, sociales, financieros anuales, especiales (p. ej., sobre administración del capital intelectual o la governanza corporativa), y todas las demás fuentes de información de la compañía. |
| Medios de comunicación y análisis de actores | RepRisk ESG Business Intelligence | Textos variados de parte (de la empresa o sus contrarios) o de terceros, artículos de la prensa en papel y de la prensa en línea, comentarios de ONG, organismos gubernamentales, laboratorios de ideas, medios de comunicación y otros, así como fuentes públicas valorables.                                 |
| Contacto con la compañía                     | Compañía y RobecoSAM              | Discusiones y conversaciones telefónicas con representantes de la compañía |

Utilizar datos autorreportados (es decir, rellenados por la propia empresa, que puede ser parcial, y no por un observador externo imparcial) como proxies para los efectos sociales o medioambientales que los DJSI pretenden reflejar deja a los índices expuestos a sesgos corporativos y riesgos adicionales de credibilidad. Este método favorece a las compañías con mayor capacidad para responder a los cuestionarios y peticiones de información más que aquellas con las mejores prácticas de responsabilidad social.
En segundo lugar, confiar en los datos autorreportados implica riesgos sustanciales, porque la información que cada compañía proporcione sobre sí misma puede no ser correcta. Un índice basado en información sesgada a menudo subestima los factores de riesgo, incluso cuando la información suministrada es verificada por una auditora como PricewaterhouseCoopers, KPMG, etc. 
Finalmente, es más probable que las compañías de mayor incidencia medioambiental y social dediquen dinero a relaciones públicas para minimizar el riesgo con el que sus operaciones son percibidas. 
Con el objetivo de corroborar la información proporcionada por las empresas a través del cuestionario, RobecoSAM añadió un componente de análisis de actores y de medios de comunicación. Para este componente, RobecoSAM trabaja con RepRisk, una empresa de investigación mundial proveedora de datos de riesgos medioambientales, sociales y de gobernanza (ESG por sus siglas en inglés). RepRisk sigue los medios de comunicación, los grupos de actores y otras fuentes públicamente disponibles. La información reunida se analiza y cuantifica sistemáticamente.
También se ha hallado que en los DJSI las 3 dimensiones de la sostenibilidad no se consideran de manera equilibrada, sino que hay una predisposición hacia criterios económicos en detrimento de los sociales y los medioambientales. Otro sesgo adicional de los DJSI es que solo incluyen grandes empresas, mientras que otros índices incluyen también compañías más pequeñas. Como consecuencia de estas limitaciones, una encuesta entre expertos de sostenibilidad mostró que sólo el 48 % consideraban los DJSI "altamente fiables".

## Relevancia de los DJSI

### Estudios basados en los DJSI
- Hope, Chris; Fowler, Stephen J. (2007). "Una revisión crítica de índices de sostenibilidad empresarial y su impacto". Journal of Business Ethics Vol. 76. S. 243@–252.
- Lee, D. D., & Faff, R. W. (2009). Desempeño empresarial en sostenibilidad y riesgo idiosincrático: una perspectiva mundial. Financial Review, 44(2), 213@–237. doi:10.1111/j.1540-6288.2009.00216.x[21]
- Un.K. Chatterji, R. Durand, D.I. Levine, y S. Touboul. ¿Convergen las calificaciones de las empresas? Implicaciones para directivos, inversores e investigadores de estrategia. Strategic Management Journal, 37(8): 1597@–1614, agosto 2016.[22]
- W.C. Carlos y B.W. Lewis. Silencio estratégico: retención de la certificación como táctica de evitación de la hipocresía. Administrative Science Quarterly, febrero 2017.[23]